# Zdzisława Sudyka
Zdzisława Sudyka (ur. 11 czerwca 1921 w Strzyżowie, zm. 2 lutego 2002) – polska nauczycielka i działaczka państwowa, posłanka na Sejm PRL VIII kadencji (1980–1985). 

## Życiorys
W 1949 ukończyła studia z dziedziny ekonomii w Akademii Handlowej w Krakowie, po czym podjęła pracę w charakterze nauczycielki, a później dyrektora gimnazjum, liceum i Technikum Ekonomicznego w rodzinnym Strzyżowie. Od 1953 zatrudniona w spółdzielczości pracy i spółdzielczości inwalidzkiej, a później na różnych stanowiskach w Państwowym Przedsiębiorstwie „Polska Poczta, Telegraf i Telefon” na Podkarpaciu. W 1975 objęła stanowisko dyrektora Wojewódzkiego Urzędu Poczty w Rzeszowie. Kontynuowała pracę pedagoga, m.in. w Zespole Szkół Ekonomicznych w Rzeszowie. 
W latach 60. sprawowała mandat członka prezydium Miejskiej i Powiatowej Rady Narodowej w Strzyżowie. Po reformie administracyjnej z 1975 uzyskała miejsce w Wojewódzkiej Radzie Narodowej w Rzeszowie (do 1980). W wyborach w 1980 weszła w skład Sejmu VIII kadencji z okręgu Rzeszów z ramienia Stronnictwa Demokratycznego, którego członkiem pozostawała od 1970. Zasiadała w Komisjach: Handlu Zagranicznego, Komunikacji i Łączności oraz Planu Gospodarczego, Budżetu i Finansów.
Działała w Towarzystwie Przyjaźni Polsko-Radzieckiej, Polskim Towarzystwie Ekonomicznym, Lidze Obrony Kraju, Związku Nauczycielstwa Polskiego oraz Związku Zawodowym Pracowników Łączności. Odznaczona m.in. Krzyżem Kawalerskim i Oficerskim Orderu Odrodzenia Polski oraz Złotym Krzyżem Zasługi. W lipcu 1986 wyróżniona wpisem do „Księgi zasłużonych dla województwa rzeszowskiego”.
Pochowana na cmentarzu komunalnym w Strzyżowie.